# Popolarismo
Het popolarismo is een stroming binnen de christendemocratie die ontwikkeld is door de Italiaan Don Luigi Sturzo (1871-1959) en gebaseerd is op de katholieke sociale leer.
Popolarismo benadrukte, meer dan andere vormen van de christendemocratie, aan het begin van de twintigste eeuw, de democratie en nam duidelijk afstand van het fascisme. Op economisch gebied betoonde Sturzo zich een voorstander van een sociale markteconomie en op sociaal gebied het bevorderen van de oprichting van coöperaties om zo de positie van kleine boeren en zelfstandigen te verbeteren. Klassenstrijd werd expliciet verworpen en Sturzo stelde daar een harmonieuze samenleving tegenover. (Popolarismo verwijst naar hét volk, niet naar één specifieke klasse.) Toch waren Sturzo en zijn politieke nazaten geen tegenstanders van staatsingrijpen en hebben meegewerkt - en vaak ook het initiatief genomen - tot de uitbouw van de Italiaanse verzorgingsstaat.
Waar christendemocratische partijen zich óf eenzijdig op rechtse óf linkse thema's richten, proberen aanhangers van het popolarismo juist op het politieke midden (centrisme) te koersen. Dit laatste kwam sterk tot uitdrukking in Democrazia Cristiana (DC), de naoorlogse Italiaanse christendemocratische partij van Alcide De Gasperi, die mede vanwege haar centristische koers van 1944 tot het uiteenvallen van de eerste Italiaanse Republiek in 1994 ononderbroken aan de macht was en zowel participeerde in – en meestal ook leiding gaf aan – centrumrechtse, centristische en centrumlinkse coalities.
Popolarismo was de officiële ideologie van de Italiaanse Volkspartij die door Don Sturzo was opgericht. De oprichters van de Franse Democratische Volkspartij lieten zich in de jaren twintig van de twintigste eeuw inspireren door de leer van Sturzo en de naamgeving van Europese Volkspartij is een rechtstreekse verwijzing naar het popolarismo.
Heden ten dage beroepen zowel centrumlinkse als centrumrechtse politieke partijen zich in Italië op het popolarismo van Don Sturzo.